# Hell in a Cell (2014)
Hell in a Cell 2014 – gala PPV zorganizowana przez World Wrestling Entertainment, która odbyła się 26 października 2014 roku w American Airlines Center w Dallas. Była to szósta gala Hell in a Cell w historii. Liczba widzów wynosiła 15 333.
W walce wieczoru Seth Rollins (z Jamiem Noble’em i Joeyem Mercurym) pokonał Deana Ambrose'a w Hell in a Cell matchu. W innej walce John Cena pokonując Randy'ego Ortona w Hell in a Cell matchu został pretendentem do pasa WWE World Heavyweight Championship.

## Wyniki
| Lp.                                 | Walka                                                                      | Stypulacja | Czas  |
| ----------------------------------- | -------------------------------------------------------------------------- | --- | ----- |
| 1                                   | Mark Henry pokonał Bo Dallasa                                              | Singles match | 0:33  |
| 2                                   | Dolph Ziggler (c) pokonał Cesaro 2-0                                       | 2-out-of-3 falls match o pas WWE Intercontinental Championship                                                                      | 12:11 |
| 3                                   | Nikki Bella pokonała Brie Bellę                                            | Singles match; przegrana będzie musiała być osobistą asystentką zwyciężczyni przez 30 dni, jeśli tego nie wykona zostanie zwolniona | 6:20  |
| 4                                   | Goldust i Stardust (c) pokonali The Usos (Jimmy Uso i Jey Uso)             | Tag team match o pas WWE Tag Team Championship                                                                                      | 10:20 |
| 5                                   | John Cena pokonał Randy'ego Ortona                                         | Hell in a Cell match o miano pretendenta do pasa WWE World Heavyweight Championship                                                 | 28:51 |
| 6                                   | Sheamus (c) pokonał The Miza (z Damienem Mizdowem)                         | Singles match o pas WWE United States Championship                                                                                  | 8:20  |
| 7                                   | Rusev (with Lana) pokonał Big Show poprzez poddanie                        | Singles match | 7:51  |
| 8                                   | AJ Lee (c) pokonała Paige (z Alicią Fox) poprzez poddanie                  | Singles match o pas WWE Divas Championship                                                                                          | 6:50  |
| 9                                   | Seth Rollins (z Jamiem Noble’em i Joeyem Mercurym) pokonał Deana Ambrose'a | Hell in a Cell match | 24:02 |
| (c) – mistrz/mistrzowie przed walką |                                                                            | |       |